# Nina Burger
Nina Burger, née le 27 décembre 1987 à Tulln an der Donau, est une joueuse de football internationale autrichienne. Elle joue au poste d'attaquant et est la recordwoman du nombre de buts en équipe nationale d'Autriche avec 53 buts.

## Carrière

### En club
Nina Burger commence le football à l'âge de huit ans au SV Hausleiten. En 2001, elle rejoint le SV Langenrohr. Avec ce club, elle gagne en 2003 la Landesliga de Basse-Autriche, ce qui fait jouer le club en deuxième division Est l'année suivante. Elle passe un cap en 2005 en s'engageant avec le SV Neulengbach, triple champion d'Autriche à ce moment-là.
Les succès s'enchaînent. Elle remporte le championnat autrichien à neuf reprises, une compétition dont elle termine meilleure buteuse six fois de 2007 à 2012, et la coupe d'Autriche à sept reprises de 2006 à 2012. 
En 2014, elle est prêtée au club américain de Houston Dash, en National Women's Soccer League (NWSL). En 2015, elle signe au SC Sand, en Allemagne, et y reste quatre ans, avant de retourner un an à Neulengbach.
Depuis juin 2020, elle est directrice sportive de la section féminine du First Vienna FC 1894, où elle est également joueuse.

### En sélection
Nina Burger est sélectionnée dans un premier temps avec les U-19 de l'équipe nationale d'Autriche, puis joue son premier match chez les A le premier septembre 2005 lors d'une défaite 1-4 contre l'Angleterre. Trois semaines plus tard, dès son deuxième match, elle inscrit un doublé contre la Hongrie.
En mars 2016, elle remporte avec l'Autriche le Tournoi de Chypre pour sa première participation. Toujours avec l'équipe nationale, elle termine 2e du groupe 8 pour les qualifications à l'Euro 2017, se qualifiant ainsi pour la première fois à un tournoi majeur, l'Euro 2017. L'Autriche va loin dans ce tournoi, mais perd en demi-finale face au Danemark aux tirs au but.
Le 1er avril 2019, elle annonce sa retraite internationale, ayant disputé 108 rencontres avec l'Autriche pour 53 buts inscrits.

## Palmarès

### En club
SV Neulengbach
- Championne d'Autriche en 2005-06, 2006-07, 2007-08, 2008-09, 2009-10, 2010-11, 2011-12, 2012-13 et 2013-14
- Vainqueur de la Coupe d'Autriche en 2005-06, 2006-07, 2007-08, 2008-09, 2009-10, 2010-11 et 2011-12
- Meilleure buteuse du championnat d'Autriche en 2007, 2008, 2009, 2010, 2011 et 2012

SC Sand
- Finaliste de la Coupe d'Allemagne en 2015-16 et 2016-17

### En sélection
- Vainqueur du Tournoi de Chypre en 2016
- Demi-finaliste de l'Euro 2017